# Eric Bäckman
Eric Bäckman, född 24 maj 1988 i Stockholm, är en svensk musiker och skådespelare. Mellan 2006 och 2013 spelade han elgitarr i industrimetal-bandet Deathstars, där han gick under namnet Cat Casino. Det har han börjat göra igen sedan 2019. Han har även spelat med i filmen Du levande, i rollen som Micke Larsson.
Han arbetar även som modell med agenturerna Synk Casting och TheCore.
Han är bosatt i Karlstad och har även medverkat i TV4:s TV-program Halv åtta hos mig.